# Canosioite
La canosioite (simbolo IMA: Cso) è un minerale raro del supergruppo della brackebuschite; appartiene alla famiglia dei "fosfati, arseniati e vanadati" e possiede composizione chimica Ba2Fe3+(AsO4)2(OH).
La canosioite è l'analogo del bario dell'arsenbrackebuschite e l'analogo dell'arsenico della gamagarite.

## Etimologia e storia
La canosioite prende il nome dalla sua località tipo, la miniera "La Valletta" presso Canosio (in Piemonte, Italia).

## Classificazione
Essendo stata approvata dall'Associazione Mineralogica Internazionale (IMA) nel 2015, la canosioite non compare nella classica nona edizione della sistematica dei minerali di Strunz, aggiornata dall'IMA fino al 2009.
Il minerale è presente nell'edizione successiva, proseguita dal database "mindat.org", nella quale la canosioite è elencata nella classe "8. Fosfati, arseniati, vanadati" e da lì nella sottoclasse "8.B Fosfati, ecc., con anioni aggiuntivi, senza H2O"; questa viene suddivisa più finemente in base alla dimensione dei cationi coinvolti e al rapporto tra anione idrossile e gruppo RO4 (in questo caso R=As), in modo tale da trovare la calderónite nella sezione "8.BG Con cationi di media e grande dimensione, (OH, ecc.):RO4 = 0,5:1" dove forma il sistema nº 8.BG. in attesa dell'assegnazione di un numero insieme ad aldomarinoite, dongchuanite e cuprodongchuanite.
Nella Sistematica dei lapis (Lapis-Systematik) di Stefan Weiß la canosioite si trova nella classe dei "fosfati, arseniati e vanadati" e nella sottoclasse dei "fosfati anidri, con anioni estranei F,Cl,O,OH"; qui è nella sezione dei "cationi medi e grandi: Mg-Cu-Zn e Ca-Na-K-Ba-Pb; gruppo della brackebuschite" dove forma il sistema nº VII/B.24 insieme ad arsenbrackebuschite, arsentsumebite, bearthite, brackebuschite, bushmakinite, calderónite, feinglosite, ferribushmakinite, gamagarite goedkenite, grandaite, jamesite, lulzacite, tokyoite e tsumebite.

## Abito cristallino
La canosioite cristallizza nel sistema monoclino nel gruppo spaziale P21/m (gruppo nº 11) con i parametri di cella a = 7,8642(4) Å, b = 6,1083(3) Å, c = 9,1670(5) Å, β = 112,874(6)° e γ = 112,874°, oltre ad avere 2 unità di formula per cella unitaria.

## Origine e giacitura
La canosioite è stata trovata nelle scorie di un giacimento idrotermale polimetallico; la paragenesi è con barite, calcite, ematite, egirina, muscovite contenente manganese, ossidi di manganese, arseniati di manganese.
La canosioite è molto rara ed è stata trovata solo nella sua località tipo, la miniera "La Valletta" (44.39528°N 7.09167°E) presso Canosio (in Piemonte, Italia) e presso Obernberg am Brenner (in Tirolo, Austria).

## Forma in cui si presenta in natura
La canosioite forma granuli di dimensioni fino a 2,5 mm. Il minerale è traslucido con lucentezza vitrea; il colore è marrone rossastro, mentre il colore del suo striscio è giallo chiaro.

## Proprietà ottiche
La canosioite è debolmente pleocroica con colori che vanno dal giallo brunastro lungo {\displaystyle x}, al marrone lungo {\displaystyle y} e marrone rossastro lungo {\displaystyle z}.